# Орловка (Ровненский район)
Орловка (укр. Орлівка) — село в Березновской городской общине Ровненского района Ровненской области Украины.
До 2020 года входило в Березновский район.
Население по переписи 2001 года составляло 1305 человек. Почтовый индекс — 34608. Телефонный код — 3653. Код КОАТУУ — 5620483602.